# Ріо-Десеадо
Рі́о-Десеа́до (ісп. Río Deseado) — річка в аргентинській провінції Санта-Крус. Бере початок в озері Буенос-Айрес, тече 615 км Патагонією і впадає в Атлантичний океан. Площа басейну 14 450 км².
Розливається двічі на рік: під час періоду максимальних опадів восени і під час танення льоду навесні.
В гирлі річки розташовується провінційний заказник.